# Самци 2
„Самци 2” је југословенска телевизијска серија снимљена 1969. године у продукцији Телевизије Београд.

## Епизоде
| Сезона | Епизода | Назив           | Датум           |
| ------ | ------- | --------------- | --------------- |
| 1      | 1       | Репоња          | 1. марта 1969.  |
| 1      | 2       | Имала баба мацу | 8. марта 1969.  |
| 1      | 3       | Јован и Јованка | 15. марта 1969. |
| 1      | 4       | Помоћник        | 22. марта 1969. |
| 1      | 5       | Мој генерале    | 29. марта 1969. |
| 1      | 6       | Живка Штрба     | 5. априла 1969. |

## Улоге
| Глумац                     | Улога                   |
| -------------------------- | ----------------------- |
| Драгутин Добричанин        | (1 еп. 1969)            |
| Драгољуб Милосављевић Гула | (1 еп. 1969)            |
| Вера Чукић                 | (1 еп. 1969)            |
| Рената Улмански            | (1 еп. 1969)            |
| Нада Касапић               | (1 еп. 1969)            |
| Мирјана Коџић              | (1 еп. 1969)            |
| Вера Томановић             | (1 еп. 1969)            |
| Љубица Ковић               | (1 еп. 1969)            |
| Љубица Секулић             | (1 еп. 1969)            |
| Ратко Сарић                | (1 еп. 1969)            |
| Иво Јакшић                 | (1 еп. 1969)            |
| Богдан Михаиловић          | (1 еп. 1969)            |
| Зоран Стојиљковић          | (1 еп. 1969)            |
| Оливер Томић               | Дете (1 еп. 1969)       |
| Миодраг Андрић             | (непознат број епизода) |
| Северин Бијелић            | (непознат број епизода) |
| Душан Јакшић               | (непознат број епизода) |
| Ђорђе Јелисић              | (непознат број епизода) |
| Бранислав Цига Јеринић     | (непознат број епизода) |

 Остале улоге ▼
| Глумац                    | Улога                   |
| ------------------------- | ----------------------- |
| Предраг Лаковић           | (непознат број епизода) |
| Бранислав Цига Миленковић | (непознат број епизода) |
| Никола Милић              | (непознат број епизода) |
| Олга Познатов             | (непознат број епизода) |
| Радмила Савићевић         | (непознат број епизода) |
| Ружица Сокић              | (непознат број епизода) |
| Неда Спасојевић           | (непознат број епизода) |
| Данило Бата Стојковић     | (непознат број епизода) |
| Љубомир Убавкић           | (непознат број епизода) |
| Еуген Вербер              | (непознат број епизода) |

Комплетна ТВ екипа ▼
| Редитељ                   | Александар Ђорђевић     | (6 еп. 1969)                   |
| Сценариста                | Гордан Михић            | (6 еп. 1969)                   |
| Директор фотографије      | Душан Стефановић        | (6 еп. 1969)                   |
| Директор фотографије      | Александар Радосављевић | (5 еп. 1969)                   |
| Монтажер                  | Александар Ћетковић     | (1 еп. 1969)                   |
| Сценограф                 | Дора Душановић          | (5 еп. 1969)                   |
| Сценограф                 | Томислав Мијатовић      | (1 еп. 1969)                   |
| Костимограф               | Зорица Ружић            | (6 еп. 1969)                   |
| Менаџер продукције        | Слободан Ђорђевић       | вођа снимања (1 еп. 1969)      |
| Помоћник режије           | Светислав Жикић         | помоћник редитеља (1 еп. 1969) |
| Одсек за звук             | Михаило Џабић           | микроман (1 еп. 1969)          |
| Одсек за звук             | Милорад Мартиновић      | тон мајстор (1 еп. 1969)       |
| Одсек за камеру и расвету | Здравко Игњатовић       | вођа расвете (1 еп. 1969)      |
| Одсек за камеру и расвету | Марина Лазаревић        | сниматељ (1 еп. 1969)          |
| Одсек за камеру и расвету | Слободан Обрадовић      | пратилац камере (1 еп. 1969)   |
| Одсек за камеру и расвету | Александар Рибић        | пратилац камере (1 еп. 1969)   |
| Одсек за монтажу          | Драган Самац            | видео миксер (1 еп. 1969)      |
| Музички одсек             | Станко Терзић           | музички сарадник (1 еп. 1969)  |
| Остала екипа              | Милана Стојановић       | секретар режије (1 еп. 1969)   |